# جائزة التشيك الكبرى للدراجات النارية 2000
جائزة التشيك الكبرى للدراجات النارية 2000 هو سباق دراجات نارية أقيم بتاريخ 20 أغسطس 2000 في حلبة برنو. كان الجولة الحادية عشر من أصل 16 في سباق الجائزة الكبرى للدراجات النارية موسم 2000. فاز الإيطالي ماكس بياجي بفئة 500 سي سي بينما جاء الإيطالي فالنتينو روسي في المركز الثاني وحصل على المركز الثالث الأسترالي غاري ماكوي.

## وصلات خارجية
- الموقع الرسمي